# Francobollo natalizio
I Christmas seals o francobolli natalizi sono particolari etichette adesive posizionate sulle buste durante il periodo natalizio per raccogliere fondi e diffondere la conoscenza della ricerca sulla tubercolosi.

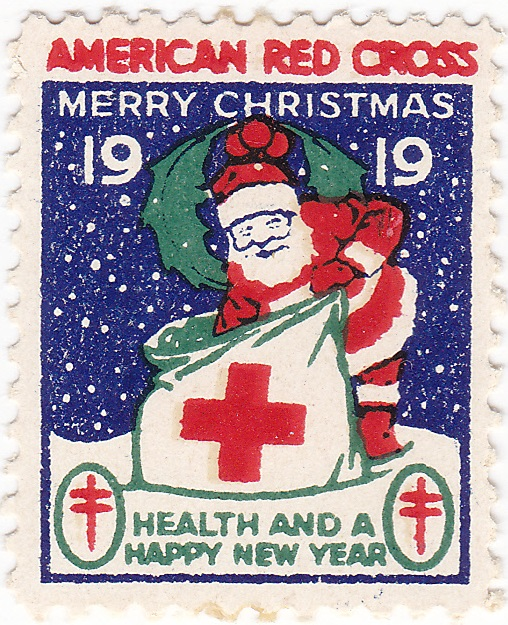
Un esempio di Francobollo Natalizio emesso dalle Poste americane in favore della Croce Rossa

Nel 1904, Einar Holboell, un funzionario delle poste danesi sviluppò l'idea di aggiungere un francobollo sulle buste durante il periodo di Natale, per raccogliere fondi per la tubercolosi. L'idea fu approvata dalla direzione delle Poste e dal Re di Danimarca, e il primo francobollo portava l'effigie della regina e le parole "Buon Natale". Il primo anno ne furono venduti più di quattro milioni.
Sono stati introdotti negli Stati Uniti da Emily Bissell nel 1907, dopo aver letto la notizia del progetto in un articolo di Jacob Riis, un giornalista e fotografo danese.  Bissell sperava di raccogliere fondi per un sanatorio sul fiume Brandywine nel Delaware.
Col tempo, l'iniziativa crebbe fino a diventare un programma nazionale della National Association for the Study and Prevention of Tuberculosis (NASPT) e della Croce rossa nel 1908. Il francobollo veniva venduto negli uffici postali, inizialmente nel Delaware a 1 cent ognuno. Il ricavo netto veniva diviso egualmente tra le due associazioni.  Nel 1920, la Croce rossa si ritirò dal progetto e le vendite vennero condotte esclusivamente dalla NASPT, allora conosciuta come National Tuberculosis Association (NTA). La NTa assunse l'attuale denominazione di American Lung Association nel 1973.
Oggi il francobollo natalizio sostiene la American Lung Association e altri progetti legati ai polmoni. La tubercolosi è andata via via calando, ma recentemente ha ripreso a diffondersi (la tubercolosi è tuttora la più diffusa tra le malattie infettive gravi).
In Italia questo uso si è diffuso dagli anni '20, per opera della Croce rossa e altre associazioni benefiche. 
Comunque l'uso dei chiudilettera natalizi si è diffuso principalmente nei paesi anglofoni in particolare in Gran Bretagna, Australia, Sudafrica e Nuova Zelanda, oltre che in tantissimi stati degli USA, come già citato, anche a livello locale da parte di associazioni benefiche.
Comunque questi tipi di francobolli-chiudilettera non sono da ritenersi ufficiali e non valgono come affrancatura. Gli usi postali di questi erinnofili sono da ritenersi delle frodi se non accompagnati da regolare affrancatura. Sono spesso colpiti da timbro perché posizionati vicino ai francobolli, e questi esemplari hanno un certo interesse, specie se timbrati con timbro manuale non filatelico. Il loro eventuale valore non potrà comunque essere particolarmente cospicuo, tranne che se si tratti di una frode per frodare la posta.
Molti stati emettono dei francobolli con soggetto natalizio, in particolare la Gran Bretagna, l'Australia, la Nuova Zelanda, gli Stati Uniti, anche uniti in foglietti o libretti natalizi che vengono molto usati sotto le festività.
I paesi nordici accompagnano i soggetti classici come Babbo Natale o l'Albero di Natale a simboli nordici, paesaggi innevati, piccoli animali. Perfino l'Unione Sovietica negli anni '80 incominciò a realizzare specifici francobolli natalizi, e infine anche i paesi asiatici stanno lentamente considerando qualche soggetto che riguarda le feste e le tradizioni occidentali del Natale e delle feste di fine d'anno.
Dei francobolli esiste una nutrita produzione che costituisce ormai una splendida tematica riguardante centinaia e centinaia di esemplari di tutto il mondo.
Una piccola curiosità, la Gran Bretagna ha emesso negli anni '80 alcuni francobolli natalizi con le stelle azzurre stampate al recto, contenuti in libretti. Costituiscono un tipo a sé stante nella collezione inglese e sono una realizzazione difficilmente ripetuta in altri paesi.